# UAE Tour 2025
UAE Tour 2025 – 7. edycja wyścigu kolarskiego UAE Tour, która odbyła się w dniach od 17 do 23 lutego 2025 na liczącej 1013 kilometrów trasie składającej się z 7 etapów, rozgrywanych w Zjednoczonych Emiratach Arabskich. Impreza kategorii 2.UWT była częścią UCI World Tour 2025.

## Etapy
| Etap | Data   | Start – Meta                         | type                       | Dystans (km) | Zwycięzca etapu | Lider          |
| ---- | ------ | ------------------------------------ | -------------------------- | ------------ | --------------- | -------------- |
| 1    | 17 lut | Madinat Zayed – Liwa Oasis           | płaski                     | 138          | Jonathan Milan  | Jonathan Milan |
| 2    | 18 lut | Al Ḩudayriyāt – Al Ḩudayriyāt        | jazda indywidualna na czas | 12,2         | Joshua Tarling  | Joshua Tarling |
| 3    | 19 lut | Ras al-Chajma – Dżabal al-Dżajs      | górski                     | 179          | Tadej Pogačar   | Tadej Pogačar  |
| 4    | 20 lut | Qadfa – Umm al-Kajwajn               | płaski                     | 181          | Jonathan Milan  | Tadej Pogačar  |
| 5    | 21 lut | American University in Dubai – Dubaj | płaski                     | 160          | Tim Merlier     | Tadej Pogačar  |
| 6    | 22 lut | Abu Zabi – Abu Zabi                  | płaski                     | 167          | Tim Merlier     | Tadej Pogačar  |
| 7    | 23 lut | Al-Ajn – Jabal Hafit                 | górski                     | 176          | Tadej Pogačar   | Tadej Pogačar  |

## Uczestnicy

### Drużyny
| WorldTeams (15)- Decathlon AG2R La Mondiale Team - EF Education-EasyPost - Intermarché-Wanty - Lidl-Trek - Movistar Team - Red Bull-BORA-hansgrohe - Soudal Quick-Step - Team Picnic-PostNL - Team Visma \| Lease a Bike - UAE Team Emirates XRG - Alpecin-Deceuninck - Bahrain-Victorious - Ineos Grenadiers - Team Jayco AlUla - XDS Astana Team ProTeams (5)- Israel-Premier Tech - Lotto - Solution Tech-Vini Fantini - Tudor Pro Cycling Team - VF Group-Bardiani CSF-Faizanè |
| |

### Lista startowa
| Lotto LTD                       | Lotto LTD                    | Lotto LTD |
| ------------------------------- | ---------------------------- | --------- |
| Nr                              | Kolarz                       | Miejsce   |
| 1                               | Lennert Van Eetvelt (BEL)    | 11.       |
| 2                               | Lars Craps (BEL)             | DNS-6     |
| 3                               | Logan Currie (NZL)           | 85.       |
| 4                               | Steffen De Schuyteneer (BEL) | 69.       |
| 5                               | Lionel Taminiaux (BEL)       | 107.      |
| 6                               | Reuben Thompson (NZL)        | 44.       |
| 7                               | Jonas Gregaard (DEN)         | 104.      |
| Dyrektor sportowy : Mario Aerts |                              |           |

| Alpecin-Deceuninck ADC                               | Alpecin-Deceuninck ADC      | Alpecin-Deceuninck ADC |
| ---------------------------------------------------- | --------------------------- | ---------------------- |
| Nr                                                   | Kolarz                      | Miejsce                |
| 11                                                   | Jasper Philipsen (BEL)      | 77.                    |
| 12                                                   | Ramses Debruyne (BEL)       | 41.                    |
| 13                                                   | Silvan Dillier (SUI)        | 80.                    |
| 14                                                   | Robbe Ghys (BEL)            | 68.                    |
| 15                                                   | Timo Kielich (BEL)          | 49.                    |
| 16                                                   | Johan Price-Pejtersen (DEN) | 113.                   |
| 17                                                   | Jonas Rickaert (BEL)        | 53.                    |
| Dyrektor sportowy : Jens Keukeleire, Gianni Meersman |                             |                        |

| Bahrain Victorious TBV                              | Bahrain Victorious TBV   | Bahrain Victorious TBV |
| --------------------------------------------------- | ------------------------ | ---------------------- |
| Nr                                                  | Kolarz                   | Miejsce                |
| 21                                                  | Pello Bilbao (ESP)       | 3.                     |
| 22                                                  | Rainer Kepplinger (AUT)  | 13.                    |
| 23                                                  | Daniel Skerl (ITA)       | 97.                    |
| 24                                                  | Phil Bauhaus (GER)       | 71.                    |
| 25                                                  | Andrea Pasqualon (ITA)   | 59.                    |
| 26                                                  | Torstein Træen (NOR)     | DNF-7                  |
| 27                                                  | Max van der Meulen (NED) | 37.                    |
| Dyrektor sportowy : Neil Stephens, Joanis Tamuridis |                          |                        |

| Decathlon-AG2R La Mondiale DAT                     | Decathlon-AG2R La Mondiale DAT | Decathlon-AG2R La Mondiale DAT |
| -------------------------------------------------- | ------------------------------ | ------------------------------ |
| Nr                                                 | Kolarz                         | Miejsce                        |
| 31                                                 | Bruno Armirail (FRA)           | 20.                            |
| 32                                                 | Stefan Bissegger (SUI)         | 81.                            |
| 33                                                 | Geoffrey Bouchard (FRA)        | 34.                            |
| 34                                                 | Felix Gall (AUT)               | 18.                            |
| 35                                                 | Rasmus Søjberg Pedersen (DEN)  | 86.                            |
| 36                                                 | Gianluca Pollefliet (BEL)      | 110.                           |
| 37                                                 | Paul Seixas (FRA)              | DNS-6                          |
| Dyrektor sportowy : Cyril Dessel, Artūras Kasputis |                                |                                |

| EF Education-EasyPost EFE                      | EF Education-EasyPost EFE          | EF Education-EasyPost EFE |
| ---------------------------------------------- | ---------------------------------- | ------------------------- |
| Nr                                             | Kolarz                             | Miejsce                   |
| 41                                             | Esteban Chaves (COL)               | 25.                       |
| 42                                             | Hugh Carthy (GBR)                  | 62.                       |
| 43                                             | Alastair MacKellar (AUS)           | 40.                       |
| 44                                             | Sean Quinn (USA) (szosa)           | DNS-3                     |
| 45                                             | Jack Rootkin-Gray (GBR)            | DNF-7                     |
| 46                                             | Georg Steinhauser (GER)            | 12.                       |
| 47                                             | Jardi Christiaan van der Lee (NED) | 73.                       |
| Dyrektor sportowy : Tom Southam, Ken Vanmarcke |                                    |                           |

| Ineos Grenadiers IGD                               | Ineos Grenadiers IGD       | Ineos Grenadiers IGD |
| -------------------------------------------------- | -------------------------- | -------------------- |
| Nr                                                 | Kolarz                     | Miejsce              |
| 51                                                 | Joshua Tarling (GBR) (ITT) | 21.                  |
| 52                                                 | Jonathan Castroviejo (ESP) | 50.                  |
| 53                                                 | Kim Heiduk (GER)           | 65.                  |
| 54                                                 | Victor Langellotti (MON)   | DNS-6                |
| 55                                                 | Michael Leonard (CAN)      | 74.                  |
| 56                                                 | Carlos Rodríguez (ESP)     | DNS-7                |
| 57                                                 | Ben Swift (GBR)            | 46.                  |
| Dyrektor sportowy : Leonardo Basso, Oliver Cookson |                            |                      |

| Intermarché-Wanty IWA                                    | Intermarché-Wanty IWA | Intermarché-Wanty IWA |
| -------------------------------------------------------- | --------------------- | --------------------- |
| Nr                                                       | Kolarz                | Miejsce               |
| 61                                                       | Gerben Kuypers (BEL)  | 58.                   |
| 62                                                       | Kevin Colleoni (ITA)  | 35.                   |
| 63                                                       | Kobe Goossens (BEL)   | 27.                   |
| 64                                                       | Simone Petilli (ITA)  | 42.                   |
| 65                                                       | Adrien Petit (FRA)    | DNF-7                 |
| 66                                                       | Gerben Thijssen (BEL) | 89.                   |
| 67                                                       | Gijs Van Hoecke (BEL) | 56.                   |
| Dyrektor sportowy : Steven De Neef, Pieter Vanspeybrouck |                       |                       |

| Israel-Premier Tech IPT                             | Israel-Premier Tech IPT        | Israel-Premier Tech IPT |
| --------------------------------------------------- | ------------------------------ | ----------------------- |
| Nr                                                  | Kolarz                         | Miejsce                 |
| 71                                                  | Chris Froome (GBR)             | DNF-7                   |
| 72                                                  | Pier-André Côté (CAN)          | 39.                     |
| 73                                                  | Jan Hirt (CZE)                 | 36.                     |
| 74                                                  | Oded Kogut (ISR) (szosa i ITT) | 101.                    |
| 75                                                  | Aleksiej Łucenko (KAZ)         | 28.                     |
| 76                                                  | Nadav Raisberg (ISR)           | 47.                     |
| 77                                                  | Matthew Riccitello (USA)       | 17.                     |
| Dyrektor sportowy : Alexander Cataford, Dror Pekatz |                                |                         |

| Lidl-Trek LTK                                   | Lidl-Trek LTK                       | Lidl-Trek LTK |
| ----------------------------------------------- | ----------------------------------- | ------------- |
| Nr                                              | Kolarz                              | Miejsce       |
| 81                                              | Giulio Ciccone (ITA)                | 2.            |
| 82                                              | Simone Consonni (ITA)               | 102.          |
| 83                                              | Amanuel Ghebreigzabhier (ERI) (ITT) | 72.           |
| 84                                              | Daan Hoole (NED)                    | 33.           |
| 85                                              | Patrick Konrad (AUT)                | 10.           |
| 86                                              | Jonathan Milan (ITA)                | 78.           |
| 87                                              | Edward Theuns (BEL)                 | 90.           |
| Dyrektor sportowy : Adriano Baffi, Grégory Rast |                                     |               |

| Movistar Team MOV                 | Movistar Team MOV      | Movistar Team MOV |
| --------------------------------- | ---------------------- | ----------------- |
| Nr                                | Kolarz                 | Miejsce           |
| 91                                | Einer Rubio (COL)      | 16.               |
| 92                                | William Barta (USA)    | 32.               |
| 93                                | Pablo Castrillo (ESP)  | 7.                |
| 94                                | Davide Cimolai (ITA)   | 93.               |
| 95                                | Fernando Gaviria (COL) | DNS-6             |
| 96                                | Manlio Moro (ITA)      | 84.               |
| 97                                | Iván Romeo (ESP)       | 4.                |
| Dyrektor sportowy : Pablo Lastras |                        |                   |

| Red Bull-Bora-Hansgrohe RBH                        | Red Bull-Bora-Hansgrohe RBH   | Red Bull-Bora-Hansgrohe RBH |
| -------------------------------------------------- | ----------------------------- | --------------------------- |
| Nr                                                 | Kolarz                        | Miejsce                     |
| 101                                                | Finn Fisher-Black (NZL) (ITT) | 6.                          |
| 102                                                | Filip Maciejuk (POL)          | 82.                         |
| 103                                                | Ryan Mullen (IRL)             | 51.                         |
| 104                                                | Anton Palzer (GER)            | 31.                         |
| 105                                                | Danny van Poppel (NED)        | 61.                         |
| 106                                                | Sam Welsford (AUS)            | 99.                         |
| 107                                                | Ben Zwiehoff (GER)            | 24.                         |
| Dyrektor sportowy : Shane Archbold, Gregor Gazvoda |                               |                             |

| Team Solution Tech-Vini Fantini TFT | Team Solution Tech-Vini Fantini TFT | Team Solution Tech-Vini Fantini TFT |
| ----------------------------------- | ----------------------------------- | ----------------------------------- |
| Nr                                  | Kolarz                              | Miejsce                             |
| 111                                 | Kristian Sbaragli (ITA)             | 52.                                 |
| 112                                 | Đorđe Đurić (SRB)                   | 116.                                |
| 113                                 | Filippo Fortin (ITA)                | 91.                                 |
| 114                                 | Roberto González (PAN)              | 29.                                 |
| 115                                 | Lorenzo Quartucci (ITA)             | 26.                                 |
| 116                                 | Dušan Rajović (SRB)                 | 92.                                 |
| 117                                 | Carlos Samudio (PAN)                | 60.                                 |
| Dyrektor sportowy : Serge Parsani   |                                     |                                     |

| Soudal Quick-Step SOQ                               | Soudal Quick-Step SOQ       | Soudal Quick-Step SOQ |
| --------------------------------------------------- | --------------------------- | --------------------- |
| Nr                                                  | Kolarz                      | Miejsce               |
| 121                                                 | Tim Merlier (BEL) (szosa)   | 79.                   |
| 122                                                 | Ayco Bastiaens (BEL)        | 103.                  |
| 123                                                 | Josef Černý (CZE)           | 108.                  |
| 124                                                 | Pascal Eenkhoorn (NED)      | 30.                   |
| 125                                                 | William Junior Lecerf (BEL) | 8.                    |
| 126                                                 | Casper Pedersen (DEN)       | 75.                   |
| 127                                                 | Bert Van Lerberghe (BEL)    | 94.                   |
| Dyrektor sportowy : Klaas Lodewyck, Geert Van Bondt |                             |                       |

| Team Jayco AlUla JAY                                  | Team Jayco AlUla JAY            | Team Jayco AlUla JAY |
| ----------------------------------------------------- | ------------------------------- | -------------------- |
| Nr                                                    | Kolarz                          | Miejsce              |
| 131                                                   | Dylan Groenewegen (NED) (szosa) | DNS-6                |
| 132                                                   | Robert Donaldson (GBR)          | 67.                  |
| 133                                                   | Luke Durbridge (AUS) (szosa)    | 43.                  |
| 134                                                   | Chris Harper (AUS)              | DNS-1                |
| 135                                                   | Luka Mezgec (SLO)               | 96.                  |
| 136                                                   | Elmar Reinders (NED)            | 83.                  |
| 137                                                   | Max Walscheid (GER)             | 45.                  |
| Dyrektor sportowy : Tristan Hoffman, David McPartland |                                 |                      |

| Team Picnic-PostNL TPP                         | Team Picnic-PostNL TPP     | Team Picnic-PostNL TPP |
| ---------------------------------------------- | -------------------------- | ---------------------- |
| Nr                                             | Kolarz                     | Miejsce                |
| 141                                            | Fabio Jakobsen (NED)       | 105.                   |
| 142                                            | Tobias Lund Andresen (DEN) | 57.                    |
| 143                                            | Alexander Edmondson (AUS)  | 64.                    |
| 144                                            | Enzo Leijnse (NED)         | 95.                    |
| 145                                            | Niklas Märkl (GER)         | 63.                    |
| 146                                            | Oscar Onley (GBR)          | 5.                     |
| 147                                            | Julius van den Berg (NED)  | 109.                   |
| Dyrektor sportowy : Roy Curvers, Joey van Rhee |                            |                        |

| Team Visma \| Lease a Bike TVL               | Team Visma \| Lease a Bike TVL | Team Visma \| Lease a Bike TVL |
| -------------------------------------------- | ------------------------------ | ------------------------------ |
| Nr                                           | Kolarz                         | Miejsce                        |
| 151                                          | Olav Kooij (NED)               | DNS-2                          |
| 152                                          | Niklas Behrens (GER)           | DNF-7                          |
| 153                                          | Thomas Gloag (GBR)             | DNF-4                          |
| 154                                          | Bart Lemmen (NED)              | 23.                            |
| 155                                          | Daniel McLay (GBR)             | DNF-7                          |
| 156                                          | Tosh Van der Sande (BEL)       | 55.                            |
| 157                                          | Julien Vermote (BEL)           | DNS-2                          |
| Dyrektor sportowy : Marc Reef, Jesper Mørkøv |                                |                                |

| Tudor Pro Cycling Team TUD                       | Tudor Pro Cycling Team TUD     | Tudor Pro Cycling Team TUD |
| ------------------------------------------------ | ------------------------------ | -------------------------- |
| Nr                                               | Kolarz                         | Miejsce                    |
| 161                                              | Michael Storer (AUS)           | 15.                        |
| 162                                              | Sebastian Kolze Changizi (DEN) | 117.                       |
| 163                                              | Arvid de Kleijn (NED)          | DNF-7                      |
| 164                                              | Arthur Kluckers (LUX)          | 100.                       |
| 165                                              | Alexander Krieger (GER)        | 115.                       |
| 166                                              | Hannes Wilksch (GER)           | 38.                        |
| 167                                              | Maikel Zijlaard (NED)          | DNF-7                      |
| Dyrektor sportowy : Marcel Sieberg, Boris Zimine |                                |                            |

| UAE Team Emirates XRG UAD                         | UAE Team Emirates XRG UAD   | UAE Team Emirates XRG UAD |
| ------------------------------------------------- | --------------------------- | ------------------------- |
| Nr                                                | Kolarz                      | Miejsce                   |
| 171                                               | Tadej Pogačar (SLO) (szosa) | 1.                        |
| 172                                               | Mikkel Bjerg (DEN)          | 112.                      |
| 173                                               | Rune Herregodts (BEL)       | 48.                       |
| 174                                               | Juan Sebastián Molano (COL) | DNS-2                     |
| 175                                               | Domen Novak (SLO) (szosa)   | 76.                       |
| 176                                               | Florian Vermeersch (BEL)    | 70.                       |
| 177                                               | Jay Vine (AUS)              | 14.                       |
| Dyrektor sportowy : Andrej Hauptman, Yousif Mirza |                             |                           |

| VF Group-Bardiani CSF-Faizanè VBF                        | VF Group-Bardiani CSF-Faizanè VBF | VF Group-Bardiani CSF-Faizanè VBF |
| -------------------------------------------------------- | --------------------------------- | --------------------------------- |
| Nr                                                       | Kolarz                            | Miejsce                           |
| 181                                                      | Filippo Fiorelli (ITA)            | 114.                              |
| 182                                                      | Federico Biagini (ITA)            | DNF-6                             |
| 183                                                      | Lorenzo Conforti (ITA)            | 111.                              |
| 184                                                      | Alessandro Pinarello (ITA)        | 19.                               |
| 185                                                      | Mattia Pinazzi (ITA)              | 106.                              |
| 186                                                      | Manuele Tarozzi (ITA)             | 98.                               |
| 187                                                      | Enrico Zanoncello (ITA)           | 87.                               |
| Dyrektor sportowy : Alessandro Donati, Roberto Reverberi |                                   |                                   |

| XDS Astana Team XAT                              | XDS Astana Team XAT    | XDS Astana Team XAT |
| ------------------------------------------------ | ---------------------- | ------------------- |
| Nr                                               | Kolarz                 | Miejsce             |
| 191                                              | Sergio Higuita (COL)   | DNS-5               |
| 192                                              | Aaron Gate (NZL)       | 54.                 |
| 193                                              | Florian Kajamini (ITA) | 22.                 |
| 194                                              | Matteo Malucelli (ITA) | DNS-7               |
| 195                                              | Ide Schelling (NED)    | 66.                 |
| 196                                              | Su Haoyu (CHN)         | 88.                 |
| 197                                              | Harold Tejada (COL)    | 9.                  |
| Dyrektor sportowy : Mark Renshaw, Peter Kennaugh |                        |                     |

| Lotto LTD                       | Lotto LTD                    | Lotto LTD |
| ------------------------------- | ---------------------------- | --------- |
| Nr                              | Kolarz                       | Miejsce   |
| 1                               | Lennert Van Eetvelt (BEL)    | 11.       |
| 2                               | Lars Craps (BEL)             | DNS-6     |
| 3                               | Logan Currie (NZL)           | 85.       |
| 4                               | Steffen De Schuyteneer (BEL) | 69.       |
| 5                               | Lionel Taminiaux (BEL)       | 107.      |
| 6                               | Reuben Thompson (NZL)        | 44.       |
| 7                               | Jonas Gregaard (DEN)         | 104.      |
| Dyrektor sportowy : Mario Aerts |                              |           |

| Alpecin-Deceuninck ADC                               | Alpecin-Deceuninck ADC      | Alpecin-Deceuninck ADC |
| ---------------------------------------------------- | --------------------------- | ---------------------- |
| Nr                                                   | Kolarz                      | Miejsce                |
| 11                                                   | Jasper Philipsen (BEL)      | 77.                    |
| 12                                                   | Ramses Debruyne (BEL)       | 41.                    |
| 13                                                   | Silvan Dillier (SUI)        | 80.                    |
| 14                                                   | Robbe Ghys (BEL)            | 68.                    |
| 15                                                   | Timo Kielich (BEL)          | 49.                    |
| 16                                                   | Johan Price-Pejtersen (DEN) | 113.                   |
| 17                                                   | Jonas Rickaert (BEL)        | 53.                    |
| Dyrektor sportowy : Jens Keukeleire, Gianni Meersman |                             |                        |

| Bahrain Victorious TBV                              | Bahrain Victorious TBV   | Bahrain Victorious TBV |
| --------------------------------------------------- | ------------------------ | ---------------------- |
| Nr                                                  | Kolarz                   | Miejsce                |
| 21                                                  | Pello Bilbao (ESP)       | 3.                     |
| 22                                                  | Rainer Kepplinger (AUT)  | 13.                    |
| 23                                                  | Daniel Skerl (ITA)       | 97.                    |
| 24                                                  | Phil Bauhaus (GER)       | 71.                    |
| 25                                                  | Andrea Pasqualon (ITA)   | 59.                    |
| 26                                                  | Torstein Træen (NOR)     | DNF-7                  |
| 27                                                  | Max van der Meulen (NED) | 37.                    |
| Dyrektor sportowy : Neil Stephens, Joanis Tamuridis |                          |                        |

| Decathlon-AG2R La Mondiale DAT                     | Decathlon-AG2R La Mondiale DAT | Decathlon-AG2R La Mondiale DAT |
| -------------------------------------------------- | ------------------------------ | ------------------------------ |
| Nr                                                 | Kolarz                         | Miejsce                        |
| 31                                                 | Bruno Armirail (FRA)           | 20.                            |
| 32                                                 | Stefan Bissegger (SUI)         | 81.                            |
| 33                                                 | Geoffrey Bouchard (FRA)        | 34.                            |
| 34                                                 | Felix Gall (AUT)               | 18.                            |
| 35                                                 | Rasmus Søjberg Pedersen (DEN)  | 86.                            |
| 36                                                 | Gianluca Pollefliet (BEL)      | 110.                           |
| 37                                                 | Paul Seixas (FRA)              | DNS-6                          |
| Dyrektor sportowy : Cyril Dessel, Artūras Kasputis |                                |                                |

| EF Education-EasyPost EFE                      | EF Education-EasyPost EFE          | EF Education-EasyPost EFE |
| ---------------------------------------------- | ---------------------------------- | ------------------------- |
| Nr                                             | Kolarz                             | Miejsce                   |
| 41                                             | Esteban Chaves (COL)               | 25.                       |
| 42                                             | Hugh Carthy (GBR)                  | 62.                       |
| 43                                             | Alastair MacKellar (AUS)           | 40.                       |
| 44                                             | Sean Quinn (USA) (szosa)           | DNS-3                     |
| 45                                             | Jack Rootkin-Gray (GBR)            | DNF-7                     |
| 46                                             | Georg Steinhauser (GER)            | 12.                       |
| 47                                             | Jardi Christiaan van der Lee (NED) | 73.                       |
| Dyrektor sportowy : Tom Southam, Ken Vanmarcke |                                    |                           |

| Ineos Grenadiers IGD                               | Ineos Grenadiers IGD       | Ineos Grenadiers IGD |
| -------------------------------------------------- | -------------------------- | -------------------- |
| Nr                                                 | Kolarz                     | Miejsce              |
| 51                                                 | Joshua Tarling (GBR) (ITT) | 21.                  |
| 52                                                 | Jonathan Castroviejo (ESP) | 50.                  |
| 53                                                 | Kim Heiduk (GER)           | 65.                  |
| 54                                                 | Victor Langellotti (MON)   | DNS-6                |
| 55                                                 | Michael Leonard (CAN)      | 74.                  |
| 56                                                 | Carlos Rodríguez (ESP)     | DNS-7                |
| 57                                                 | Ben Swift (GBR)            | 46.                  |
| Dyrektor sportowy : Leonardo Basso, Oliver Cookson |                            |                      |

| Intermarché-Wanty IWA                                    | Intermarché-Wanty IWA | Intermarché-Wanty IWA |
| -------------------------------------------------------- | --------------------- | --------------------- |
| Nr                                                       | Kolarz                | Miejsce               |
| 61                                                       | Gerben Kuypers (BEL)  | 58.                   |
| 62                                                       | Kevin Colleoni (ITA)  | 35.                   |
| 63                                                       | Kobe Goossens (BEL)   | 27.                   |
| 64                                                       | Simone Petilli (ITA)  | 42.                   |
| 65                                                       | Adrien Petit (FRA)    | DNF-7                 |
| 66                                                       | Gerben Thijssen (BEL) | 89.                   |
| 67                                                       | Gijs Van Hoecke (BEL) | 56.                   |
| Dyrektor sportowy : Steven De Neef, Pieter Vanspeybrouck |                       |                       |

| Israel-Premier Tech IPT                             | Israel-Premier Tech IPT        | Israel-Premier Tech IPT |
| --------------------------------------------------- | ------------------------------ | ----------------------- |
| Nr                                                  | Kolarz                         | Miejsce                 |
| 71                                                  | Chris Froome (GBR)             | DNF-7                   |
| 72                                                  | Pier-André Côté (CAN)          | 39.                     |
| 73                                                  | Jan Hirt (CZE)                 | 36.                     |
| 74                                                  | Oded Kogut (ISR) (szosa i ITT) | 101.                    |
| 75                                                  | Aleksiej Łucenko (KAZ)         | 28.                     |
| 76                                                  | Nadav Raisberg (ISR)           | 47.                     |
| 77                                                  | Matthew Riccitello (USA)       | 17.                     |
| Dyrektor sportowy : Alexander Cataford, Dror Pekatz |                                |                         |

| Lidl-Trek LTK                                   | Lidl-Trek LTK                       | Lidl-Trek LTK |
| ----------------------------------------------- | ----------------------------------- | ------------- |
| Nr                                              | Kolarz                              | Miejsce       |
| 81                                              | Giulio Ciccone (ITA)                | 2.            |
| 82                                              | Simone Consonni (ITA)               | 102.          |
| 83                                              | Amanuel Ghebreigzabhier (ERI) (ITT) | 72.           |
| 84                                              | Daan Hoole (NED)                    | 33.           |
| 85                                              | Patrick Konrad (AUT)                | 10.           |
| 86                                              | Jonathan Milan (ITA)                | 78.           |
| 87                                              | Edward Theuns (BEL)                 | 90.           |
| Dyrektor sportowy : Adriano Baffi, Grégory Rast |                                     |               |

| Movistar Team MOV                 | Movistar Team MOV      | Movistar Team MOV |
| --------------------------------- | ---------------------- | ----------------- |
| Nr                                | Kolarz                 | Miejsce           |
| 91                                | Einer Rubio (COL)      | 16.               |
| 92                                | William Barta (USA)    | 32.               |
| 93                                | Pablo Castrillo (ESP)  | 7.                |
| 94                                | Davide Cimolai (ITA)   | 93.               |
| 95                                | Fernando Gaviria (COL) | DNS-6             |
| 96                                | Manlio Moro (ITA)      | 84.               |
| 97                                | Iván Romeo (ESP)       | 4.                |
| Dyrektor sportowy : Pablo Lastras |                        |                   |

| Red Bull-Bora-Hansgrohe RBH                        | Red Bull-Bora-Hansgrohe RBH   | Red Bull-Bora-Hansgrohe RBH |
| -------------------------------------------------- | ----------------------------- | --------------------------- |
| Nr                                                 | Kolarz                        | Miejsce                     |
| 101                                                | Finn Fisher-Black (NZL) (ITT) | 6.                          |
| 102                                                | Filip Maciejuk (POL)          | 82.                         |
| 103                                                | Ryan Mullen (IRL)             | 51.                         |
| 104                                                | Anton Palzer (GER)            | 31.                         |
| 105                                                | Danny van Poppel (NED)        | 61.                         |
| 106                                                | Sam Welsford (AUS)            | 99.                         |
| 107                                                | Ben Zwiehoff (GER)            | 24.                         |
| Dyrektor sportowy : Shane Archbold, Gregor Gazvoda |                               |                             |

| Team Solution Tech-Vini Fantini TFT | Team Solution Tech-Vini Fantini TFT | Team Solution Tech-Vini Fantini TFT |
| ----------------------------------- | ----------------------------------- | ----------------------------------- |
| Nr                                  | Kolarz                              | Miejsce                             |
| 111                                 | Kristian Sbaragli (ITA)             | 52.                                 |
| 112                                 | Đorđe Đurić (SRB)                   | 116.                                |
| 113                                 | Filippo Fortin (ITA)                | 91.                                 |
| 114                                 | Roberto González (PAN)              | 29.                                 |
| 115                                 | Lorenzo Quartucci (ITA)             | 26.                                 |
| 116                                 | Dušan Rajović (SRB)                 | 92.                                 |
| 117                                 | Carlos Samudio (PAN)                | 60.                                 |
| Dyrektor sportowy : Serge Parsani   |                                     |                                     |

| Soudal Quick-Step SOQ                               | Soudal Quick-Step SOQ       | Soudal Quick-Step SOQ |
| --------------------------------------------------- | --------------------------- | --------------------- |
| Nr                                                  | Kolarz                      | Miejsce               |
| 121                                                 | Tim Merlier (BEL) (szosa)   | 79.                   |
| 122                                                 | Ayco Bastiaens (BEL)        | 103.                  |
| 123                                                 | Josef Černý (CZE)           | 108.                  |
| 124                                                 | Pascal Eenkhoorn (NED)      | 30.                   |
| 125                                                 | William Junior Lecerf (BEL) | 8.                    |
| 126                                                 | Casper Pedersen (DEN)       | 75.                   |
| 127                                                 | Bert Van Lerberghe (BEL)    | 94.                   |
| Dyrektor sportowy : Klaas Lodewyck, Geert Van Bondt |                             |                       |

| Team Jayco AlUla JAY                                  | Team Jayco AlUla JAY            | Team Jayco AlUla JAY |
| ----------------------------------------------------- | ------------------------------- | -------------------- |
| Nr                                                    | Kolarz                          | Miejsce              |
| 131                                                   | Dylan Groenewegen (NED) (szosa) | DNS-6                |
| 132                                                   | Robert Donaldson (GBR)          | 67.                  |
| 133                                                   | Luke Durbridge (AUS) (szosa)    | 43.                  |
| 134                                                   | Chris Harper (AUS)              | DNS-1                |
| 135                                                   | Luka Mezgec (SLO)               | 96.                  |
| 136                                                   | Elmar Reinders (NED)            | 83.                  |
| 137                                                   | Max Walscheid (GER)             | 45.                  |
| Dyrektor sportowy : Tristan Hoffman, David McPartland |                                 |                      |

| Team Picnic-PostNL TPP                         | Team Picnic-PostNL TPP     | Team Picnic-PostNL TPP |
| ---------------------------------------------- | -------------------------- | ---------------------- |
| Nr                                             | Kolarz                     | Miejsce                |
| 141                                            | Fabio Jakobsen (NED)       | 105.                   |
| 142                                            | Tobias Lund Andresen (DEN) | 57.                    |
| 143                                            | Alexander Edmondson (AUS)  | 64.                    |
| 144                                            | Enzo Leijnse (NED)         | 95.                    |
| 145                                            | Niklas Märkl (GER)         | 63.                    |
| 146                                            | Oscar Onley (GBR)          | 5.                     |
| 147                                            | Julius van den Berg (NED)  | 109.                   |
| Dyrektor sportowy : Roy Curvers, Joey van Rhee |                            |                        |

| Team Visma \| Lease a Bike TVL               | Team Visma \| Lease a Bike TVL | Team Visma \| Lease a Bike TVL |
| -------------------------------------------- | ------------------------------ | ------------------------------ |
| Nr                                           | Kolarz                         | Miejsce                        |
| 151                                          | Olav Kooij (NED)               | DNS-2                          |
| 152                                          | Niklas Behrens (GER)           | DNF-7                          |
| 153                                          | Thomas Gloag (GBR)             | DNF-4                          |
| 154                                          | Bart Lemmen (NED)              | 23.                            |
| 155                                          | Daniel McLay (GBR)             | DNF-7                          |
| 156                                          | Tosh Van der Sande (BEL)       | 55.                            |
| 157                                          | Julien Vermote (BEL)           | DNS-2                          |
| Dyrektor sportowy : Marc Reef, Jesper Mørkøv |                                |                                |

| Tudor Pro Cycling Team TUD                       | Tudor Pro Cycling Team TUD     | Tudor Pro Cycling Team TUD |
| ------------------------------------------------ | ------------------------------ | -------------------------- |
| Nr                                               | Kolarz                         | Miejsce                    |
| 161                                              | Michael Storer (AUS)           | 15.                        |
| 162                                              | Sebastian Kolze Changizi (DEN) | 117.                       |
| 163                                              | Arvid de Kleijn (NED)          | DNF-7                      |
| 164                                              | Arthur Kluckers (LUX)          | 100.                       |
| 165                                              | Alexander Krieger (GER)        | 115.                       |
| 166                                              | Hannes Wilksch (GER)           | 38.                        |
| 167                                              | Maikel Zijlaard (NED)          | DNF-7                      |
| Dyrektor sportowy : Marcel Sieberg, Boris Zimine |                                |                            |

| UAE Team Emirates XRG UAD                         | UAE Team Emirates XRG UAD   | UAE Team Emirates XRG UAD |
| ------------------------------------------------- | --------------------------- | ------------------------- |
| Nr                                                | Kolarz                      | Miejsce                   |
| 171                                               | Tadej Pogačar (SLO) (szosa) | 1.                        |
| 172                                               | Mikkel Bjerg (DEN)          | 112.                      |
| 173                                               | Rune Herregodts (BEL)       | 48.                       |
| 174                                               | Juan Sebastián Molano (COL) | DNS-2                     |
| 175                                               | Domen Novak (SLO) (szosa)   | 76.                       |
| 176                                               | Florian Vermeersch (BEL)    | 70.                       |
| 177                                               | Jay Vine (AUS)              | 14.                       |
| Dyrektor sportowy : Andrej Hauptman, Yousif Mirza |                             |                           |

| VF Group-Bardiani CSF-Faizanè VBF                        | VF Group-Bardiani CSF-Faizanè VBF | VF Group-Bardiani CSF-Faizanè VBF |
| -------------------------------------------------------- | --------------------------------- | --------------------------------- |
| Nr                                                       | Kolarz                            | Miejsce                           |
| 181                                                      | Filippo Fiorelli (ITA)            | 114.                              |
| 182                                                      | Federico Biagini (ITA)            | DNF-6                             |
| 183                                                      | Lorenzo Conforti (ITA)            | 111.                              |
| 184                                                      | Alessandro Pinarello (ITA)        | 19.                               |
| 185                                                      | Mattia Pinazzi (ITA)              | 106.                              |
| 186                                                      | Manuele Tarozzi (ITA)             | 98.                               |
| 187                                                      | Enrico Zanoncello (ITA)           | 87.                               |
| Dyrektor sportowy : Alessandro Donati, Roberto Reverberi |                                   |                                   |

| XDS Astana Team XAT                              | XDS Astana Team XAT    | XDS Astana Team XAT |
| ------------------------------------------------ | ---------------------- | ------------------- |
| Nr                                               | Kolarz                 | Miejsce             |
| 191                                              | Sergio Higuita (COL)   | DNS-5               |
| 192                                              | Aaron Gate (NZL)       | 54.                 |
| 193                                              | Florian Kajamini (ITA) | 22.                 |
| 194                                              | Matteo Malucelli (ITA) | DNS-7               |
| 195                                              | Ide Schelling (NED)    | 66.                 |
| 196                                              | Su Haoyu (CHN)         | 88.                 |
| 197                                              | Harold Tejada (COL)    | 9.                  |
| Dyrektor sportowy : Mark Renshaw, Peter Kennaugh |                        |                     |

Legenda: DNF – nie ukończył etapu, OTL – przekroczył limit czasu, DNS – nie wystartował do etapu, DSQ – zdyskwalifikowany. Numer przy skrócie oznacza etap, na którym kolarz opuścił wyścig.

## Wyniki etapów

### Etap 1
| Madinat Zayed - Liwa Oasis | płaski | (138 km) |

| \| Klasyfikacja etapu \| Klasyfikacja etapu \| Klasyfikacja etapu \| Klasyfikacja etapu \| Klasyfikacja etapu \| \| Kolarz \| Kolarz \| Państwo \| Drużyna \| Czas \| \| ------------------ \| -------------------- \| ------------------ \| ----------------------- \| ------------------ \| \| 1. \| Jonathan Milan \| Włochy \| Lidl-Trek \| 3h 31' 34" \| \| 2. \| Finn Fisher-Black \| Nowa Zelandia \| Red Bull-Bora-Hansgrohe \| + 0" \| \| 3. \| Tobias Lund Andresen \| Dania \| Team Picnic-PostNL \| + 0" \| \| 4. \| Lennert Van Eetvelt \| Belgia \| Lotto \| + 0" \| \| 5. \| Oscar Onley \| Wielka Brytania \| Team Picnic-PostNL \| + 0" \| \| 6. \| Aaron Gate \| Nowa Zelandia \| XDS Astana Team \| + 0" \| \| 7. \| Harold Tejada \| Kolumbia \| XDS Astana Team \| + 0" \| \| 8. \| Lionel Taminiaux \| Belgia \| Lotto \| + 0" \| \| 9. \| Phil Bauhaus \| Niemcy \| Bahrain Victorious \| + 0" \| \| 10. \| Tadej Pogačar \| Słowenia \| UAE Team Emirates XRG \| + 0" \| |                      |                 |                         |            |
| |                      |                 |                         |            |
| |                      |                 |                         |            |
| Klasyfikacja etapu |                      |                 |                         |            |
| Kolarz | Kolarz               | Państwo         | Drużyna                 | Czas       |
| 1. | Jonathan Milan       | Włochy          | Lidl-Trek               | 3h 31' 34" |
| 2. | Finn Fisher-Black    | Nowa Zelandia   | Red Bull-Bora-Hansgrohe | + 0"       |
| 3. | Tobias Lund Andresen | Dania           | Team Picnic-PostNL      | + 0"       |
| 4. | Lennert Van Eetvelt  | Belgia          | Lotto                   | + 0"       |
| 5. | Oscar Onley          | Wielka Brytania | Team Picnic-PostNL      | + 0"       |
| 6. | Aaron Gate           | Nowa Zelandia   | XDS Astana Team         | + 0"       |
| 7. | Harold Tejada        | Kolumbia        | XDS Astana Team         | + 0"       |
| 8. | Lionel Taminiaux     | Belgia          | Lotto                   | + 0"       |
| 9. | Phil Bauhaus         | Niemcy          | Bahrain Victorious      | + 0"       |
| 10. | Tadej Pogačar        | Słowenia        | UAE Team Emirates XRG   | + 0"       |

| \| Klasyfikacja generalna \| Klasyfikacja generalna \| Klasyfikacja generalna \| Klasyfikacja generalna \| Klasyfikacja generalna \| \| Kolarz \| Kolarz \| Państwo \| Drużyna \| Czas \| \| ---------------------- \| ---------------------- \| ---------------------- \| ----------------------- \| ---------------------- \| \| 1. \| Jonathan Milan \| Włochy \| Lidl-Trek \| 3h 31' 24" \| \| 2. \| Finn Fisher-Black \| Nowa Zelandia \| Red Bull-Bora-Hansgrohe \| + 4" \| \| 3. \| Tobias Lund Andresen \| Dania \| Team Picnic-PostNL \| + 6" \| \| 4. \| Lennert Van Eetvelt \| Belgia \| Lotto \| + 10" \| \| 5. \| Oscar Onley \| Wielka Brytania \| Team Picnic-PostNL \| + 10" \| \| 6. \| Aaron Gate \| Nowa Zelandia \| XDS Astana Team \| + 10" \| \| 7. \| Harold Tejada \| Kolumbia \| XDS Astana Team \| + 10" \| \| 8. \| Lionel Taminiaux \| Belgia \| Lotto \| + 10" \| \| 9. \| Phil Bauhaus \| Niemcy \| Bahrain Victorious \| + 10" \| \| 10. \| Tadej Pogačar \| Słowenia \| UAE Team Emirates XRG \| + 10" \| |                      |                 |                         |            |
| |                      |                 |                         |            |
| |                      |                 |                         |            |
| Klasyfikacja generalna |                      |                 |                         |            |
| Kolarz | Kolarz               | Państwo         | Drużyna                 | Czas       |
| 1. | Jonathan Milan       | Włochy          | Lidl-Trek               | 3h 31' 24" |
| 2. | Finn Fisher-Black    | Nowa Zelandia   | Red Bull-Bora-Hansgrohe | + 4"       |
| 3. | Tobias Lund Andresen | Dania           | Team Picnic-PostNL      | + 6"       |
| 4. | Lennert Van Eetvelt  | Belgia          | Lotto                   | + 10"      |
| 5. | Oscar Onley          | Wielka Brytania | Team Picnic-PostNL      | + 10"      |
| 6. | Aaron Gate           | Nowa Zelandia   | XDS Astana Team         | + 10"      |
| 7. | Harold Tejada        | Kolumbia        | XDS Astana Team         | + 10"      |
| 8. | Lionel Taminiaux     | Belgia          | Lotto                   | + 10"      |
| 9. | Phil Bauhaus         | Niemcy          | Bahrain Victorious      | + 10"      |
| 10. | Tadej Pogačar        | Słowenia        | UAE Team Emirates XRG   | + 10"      |

### Etap 2
| Al Ḩudayriyāt - Al Ḩudayriyāt | jazda indywidualna na czas | (12,2 km) |

| \| Klasyfikacja etapu \| Klasyfikacja etapu \| Klasyfikacja etapu \| Klasyfikacja etapu \| Klasyfikacja etapu \| \| Kolarz \| Kolarz \| Państwo \| Drużyna \| Czas \| \| ------------------ \| ------------------ \| ------------------ \| -------------------------- \| ------------------ \| \| 1. \| Joshua Tarling \| Wielka Brytania \| Ineos Grenadiers \| 12' 55" \| \| 2. \| Stefan Bissegger \| Szwajcaria \| Decathlon-AG2R La Mondiale \| + 13" \| \| 3. \| Tadej Pogačar \| Słowenia \| UAE Team Emirates XRG \| + 18" \| \| 4. \| Jay Vine \| Australia \| UAE Team Emirates XRG \| + 21" \| \| 5. \| Max Walscheid \| Niemcy \| Team Jayco AlUla \| + 24" \| \| 6. \| Pablo Castrillo \| Hiszpania \| Movistar Team \| + 27" \| \| 7. \| Iván Romeo \| Hiszpania \| Movistar Team \| + 28" \| \| 8. \| Pello Bilbao \| Hiszpania \| Bahrain Victorious \| + 39" \| \| 9. \| Florian Vermeersch \| Belgia \| UAE Team Emirates XRG \| + 39" \| \| 10. \| Finn Fisher-Black \| Nowa Zelandia \| Red Bull-Bora-Hansgrohe \| + 40" \| |                    |                 |                            |         |
| |                    |                 |                            |         |
| |                    |                 |                            |         |
| Klasyfikacja etapu |                    |                 |                            |         |
| Kolarz | Kolarz             | Państwo         | Drużyna                    | Czas    |
| 1. | Joshua Tarling     | Wielka Brytania | Ineos Grenadiers           | 12' 55" |
| 2. | Stefan Bissegger   | Szwajcaria      | Decathlon-AG2R La Mondiale | + 13"   |
| 3. | Tadej Pogačar      | Słowenia        | UAE Team Emirates XRG      | + 18"   |
| 4. | Jay Vine           | Australia       | UAE Team Emirates XRG      | + 21"   |
| 5. | Max Walscheid      | Niemcy          | Team Jayco AlUla           | + 24"   |
| 6. | Pablo Castrillo    | Hiszpania       | Movistar Team              | + 27"   |
| 7. | Iván Romeo         | Hiszpania       | Movistar Team              | + 28"   |
| 8. | Pello Bilbao       | Hiszpania       | Bahrain Victorious         | + 39"   |
| 9. | Florian Vermeersch | Belgia          | UAE Team Emirates XRG      | + 39"   |
| 10. | Finn Fisher-Black  | Nowa Zelandia   | Red Bull-Bora-Hansgrohe    | + 40"   |

| \| Klasyfikacja generalna \| Klasyfikacja generalna \| Klasyfikacja generalna \| Klasyfikacja generalna \| Klasyfikacja generalna \| \| Kolarz \| Kolarz \| Państwo \| Drużyna \| Czas \| \| ---------------------- \| ---------------------- \| ---------------------- \| -------------------------- \| ---------------------- \| \| 1. \| Joshua Tarling \| Wielka Brytania \| Ineos Grenadiers \| 3h 44' 29" \| \| 2. \| Stefan Bissegger \| Szwajcaria \| Decathlon-AG2R La Mondiale \| + 13" \| \| 3. \| Tadej Pogačar \| Słowenia \| UAE Team Emirates XRG \| + 18" \| \| 4. \| Jay Vine \| Australia \| UAE Team Emirates XRG \| + 21" \| \| 5. \| Pablo Castrillo \| Hiszpania \| Movistar Team \| + 27" \| \| 6. \| Iván Romeo \| Hiszpania \| Movistar Team \| + 28" \| \| 7. \| Finn Fisher-Black \| Nowa Zelandia \| Red Bull-Bora-Hansgrohe \| + 34" \| \| 8. \| Pello Bilbao \| Hiszpania \| Bahrain Victorious \| + 39" \| \| 9. \| Bruno Armirail \| Francja \| Decathlon-AG2R La Mondiale \| + 41" \| \| 10. \| Harold Tejada \| Kolumbia \| XDS Astana Team \| + 42" \| |                   |                 |                            |            |
| |                   |                 |                            |            |
| |                   |                 |                            |            |
| Klasyfikacja generalna |                   |                 |                            |            |
| Kolarz | Kolarz            | Państwo         | Drużyna                    | Czas       |
| 1. | Joshua Tarling    | Wielka Brytania | Ineos Grenadiers           | 3h 44' 29" |
| 2. | Stefan Bissegger  | Szwajcaria      | Decathlon-AG2R La Mondiale | + 13"      |
| 3. | Tadej Pogačar     | Słowenia        | UAE Team Emirates XRG      | + 18"      |
| 4. | Jay Vine          | Australia       | UAE Team Emirates XRG      | + 21"      |
| 5. | Pablo Castrillo   | Hiszpania       | Movistar Team              | + 27"      |
| 6. | Iván Romeo        | Hiszpania       | Movistar Team              | + 28"      |
| 7. | Finn Fisher-Black | Nowa Zelandia   | Red Bull-Bora-Hansgrohe    | + 34"      |
| 8. | Pello Bilbao      | Hiszpania       | Bahrain Victorious         | + 39"      |
| 9. | Bruno Armirail    | Francja         | Decathlon-AG2R La Mondiale | + 41"      |
| 10. | Harold Tejada     | Kolumbia        | XDS Astana Team            | + 42"      |

### Etap 3
| Ras al-Chajma - Dżabal al-Dżajs | górski | (179 km) |

| \| Klasyfikacja etapu \| Klasyfikacja etapu \| Klasyfikacja etapu \| Klasyfikacja etapu \| Klasyfikacja etapu \| \| Kolarz \| Kolarz \| Państwo \| Drużyna \| Czas \| \| ------------------ \| ------------------- \| ------------------ \| -------------------------- \| ------------------ \| \| 1. \| Tadej Pogačar \| Słowenia \| UAE Team Emirates XRG \| 4h 36' 04" \| \| 2. \| Oscar Onley \| Wielka Brytania \| Team Picnic-PostNL \| + 0" \| \| 3. \| Felix Gall \| Austria \| Decathlon-AG2R La Mondiale \| + 0" \| \| 4. \| Lennert Van Eetvelt \| Belgia \| Lotto \| + 0" \| \| 5. \| Giulio Ciccone \| Włochy \| Lidl-Trek \| + 0" \| \| 6. \| Finn Fisher-Black \| Nowa Zelandia \| Red Bull-Bora-Hansgrohe \| + 0" \| \| 7. \| Iván Romeo \| Hiszpania \| Movistar Team \| + 4" \| \| 8. \| Pablo Castrillo \| Hiszpania \| Movistar Team \| + 4" \| \| 9. \| Matthew Riccitello \| Stany Zjednoczone \| Israel-Premier Tech \| + 4" \| \| 10. \| Paul Seixas \| Francja \| Decathlon-AG2R La Mondiale \| + 4" \| |                     |                   |                            |            |
| |                     |                   |                            |            |
| |                     |                   |                            |            |
| Klasyfikacja etapu |                     |                   |                            |            |
| Kolarz | Kolarz              | Państwo           | Drużyna                    | Czas       |
| 1. | Tadej Pogačar       | Słowenia          | UAE Team Emirates XRG      | 4h 36' 04" |
| 2. | Oscar Onley         | Wielka Brytania   | Team Picnic-PostNL         | + 0"       |
| 3. | Felix Gall          | Austria           | Decathlon-AG2R La Mondiale | + 0"       |
| 4. | Lennert Van Eetvelt | Belgia            | Lotto                      | + 0"       |
| 5. | Giulio Ciccone      | Włochy            | Lidl-Trek                  | + 0"       |
| 6. | Finn Fisher-Black   | Nowa Zelandia     | Red Bull-Bora-Hansgrohe    | + 0"       |
| 7. | Iván Romeo          | Hiszpania         | Movistar Team              | + 4"       |
| 8. | Pablo Castrillo     | Hiszpania         | Movistar Team              | + 4"       |
| 9. | Matthew Riccitello  | Stany Zjednoczone | Israel-Premier Tech        | + 4"       |
| 10. | Paul Seixas         | Francja           | Decathlon-AG2R La Mondiale | + 4"       |

| \| Klasyfikacja generalna \| Klasyfikacja generalna \| Klasyfikacja generalna \| Klasyfikacja generalna \| Klasyfikacja generalna \| \| Kolarz \| Kolarz \| Państwo \| Drużyna \| Czas \| \| ---------------------- \| ---------------------- \| ---------------------- \| ----------------------- \| ---------------------- \| \| 1. \| Tadej Pogačar \| Słowenia \| UAE Team Emirates XRG \| 8h 20' 41" \| \| 2. \| Joshua Tarling \| Wielka Brytania \| Ineos Grenadiers \| + 18" \| \| 3. \| Pablo Castrillo \| Hiszpania \| Movistar Team \| + 23" \| \| 4. \| Iván Romeo \| Hiszpania \| Movistar Team \| + 24" \| \| 5. \| Finn Fisher-Black \| Nowa Zelandia \| Red Bull-Bora-Hansgrohe \| + 26" \| \| 6. \| Jay Vine \| Australia \| UAE Team Emirates XRG \| + 33" \| \| 7. \| Giulio Ciccone \| Włochy \| Lidl-Trek \| + 34" \| \| 8. \| Pello Bilbao \| Hiszpania \| Bahrain Victorious \| + 35" \| \| 9. \| Harold Tejada \| Kolumbia \| XDS Astana Team \| + 38" \| \| 10. \| Lennert Van Eetvelt \| Belgia \| Lotto \| + 38" \| |                     |                 |                         |            |
| |                     |                 |                         |            |
| |                     |                 |                         |            |
| Klasyfikacja generalna |                     |                 |                         |            |
| Kolarz | Kolarz              | Państwo         | Drużyna                 | Czas       |
| 1. | Tadej Pogačar       | Słowenia        | UAE Team Emirates XRG   | 8h 20' 41" |
| 2. | Joshua Tarling      | Wielka Brytania | Ineos Grenadiers        | + 18"      |
| 3. | Pablo Castrillo     | Hiszpania       | Movistar Team           | + 23"      |
| 4. | Iván Romeo          | Hiszpania       | Movistar Team           | + 24"      |
| 5. | Finn Fisher-Black   | Nowa Zelandia   | Red Bull-Bora-Hansgrohe | + 26"      |
| 6. | Jay Vine            | Australia       | UAE Team Emirates XRG   | + 33"      |
| 7. | Giulio Ciccone      | Włochy          | Lidl-Trek               | + 34"      |
| 8. | Pello Bilbao        | Hiszpania       | Bahrain Victorious      | + 35"      |
| 9. | Harold Tejada       | Kolumbia        | XDS Astana Team         | + 38"      |
| 10. | Lennert Van Eetvelt | Belgia          | Lotto                   | + 38"      |

### Etap 4
| Qadfa - Umm al-Kajwajn | płaski | (181 km) |

| \| Klasyfikacja etapu \| Klasyfikacja etapu \| Klasyfikacja etapu \| Klasyfikacja etapu \| Klasyfikacja etapu \| \| Kolarz \| Kolarz \| Państwo \| Drużyna \| Czas \| \| ------------------ \| ---------------------- \| ------------------ \| -------------------------- \| ------------------ \| \| 1. \| Jonathan Milan \| Włochy \| Lidl-Trek \| 4h 03' 01" \| \| 2. \| Tim Merlier \| Belgia \| Soudal Quick-Step \| + 0" \| \| 3. \| Jasper Philipsen \| Belgia \| Alpecin-Deceuninck \| + 0" \| \| 4. \| Daniel McLay \| Wielka Brytania \| Team Visma \\| Lease a Bike \| + 0" \| \| 5. \| Fernando Gaviria \| Kolumbia \| Movistar Team \| + 0" \| \| 6. \| Fabio Jakobsen \| Holandia \| Team Picnic-PostNL \| + 0" \| \| 7. \| Dylan Groenewegen \| Holandia \| Team Jayco AlUla \| + 0" \| \| 8. \| Phil Bauhaus \| Niemcy \| Bahrain Victorious \| + 0" \| \| 9. \| Steffen De Schuyteneer \| Belgia \| Lotto \| + 0" \| \| 10. \| Gerben Thijssen \| Belgia \| Intermarché-Wanty \| + 0" \| |                        |                 |                            |            |
| |                        |                 |                            |            |
| |                        |                 |                            |            |
| Klasyfikacja etapu |                        |                 |                            |            |
| Kolarz | Kolarz                 | Państwo         | Drużyna                    | Czas       |
| 1. | Jonathan Milan         | Włochy          | Lidl-Trek                  | 4h 03' 01" |
| 2. | Tim Merlier            | Belgia          | Soudal Quick-Step          | + 0"       |
| 3. | Jasper Philipsen       | Belgia          | Alpecin-Deceuninck         | + 0"       |
| 4. | Daniel McLay           | Wielka Brytania | Team Visma \| Lease a Bike | + 0"       |
| 5. | Fernando Gaviria       | Kolumbia        | Movistar Team              | + 0"       |
| 6. | Fabio Jakobsen         | Holandia        | Team Picnic-PostNL         | + 0"       |
| 7. | Dylan Groenewegen      | Holandia        | Team Jayco AlUla           | + 0"       |
| 8. | Phil Bauhaus           | Niemcy          | Bahrain Victorious         | + 0"       |
| 9. | Steffen De Schuyteneer | Belgia          | Lotto                      | + 0"       |
| 10. | Gerben Thijssen        | Belgia          | Intermarché-Wanty          | + 0"       |

| \| Klasyfikacja generalna \| Klasyfikacja generalna \| Klasyfikacja generalna \| Klasyfikacja generalna \| Klasyfikacja generalna \| \| Kolarz \| Kolarz \| Państwo \| Drużyna \| Czas \| \| ---------------------- \| ---------------------- \| ---------------------- \| ----------------------- \| ---------------------- \| \| 1. \| Tadej Pogačar \| Słowenia \| UAE Team Emirates XRG \| 12h 23' 42" \| \| 2. \| Joshua Tarling \| Wielka Brytania \| Ineos Grenadiers \| + 18" \| \| 3. \| Pablo Castrillo \| Hiszpania \| Movistar Team \| + 23" \| \| 4. \| Iván Romeo \| Hiszpania \| Movistar Team \| + 24" \| \| 5. \| Finn Fisher-Black \| Nowa Zelandia \| Red Bull-Bora-Hansgrohe \| + 25" \| \| 6. \| Jay Vine \| Australia \| UAE Team Emirates XRG \| + 33" \| \| 7. \| Giulio Ciccone \| Włochy \| Lidl-Trek \| + 34" \| \| 8. \| Pello Bilbao \| Hiszpania \| Bahrain Victorious \| + 35" \| \| 9. \| Harold Tejada \| Kolumbia \| XDS Astana Team \| + 38" \| \| 10. \| Lennert Van Eetvelt \| Belgia \| Lotto \| + 38" \| |                     |                 |                         |             |
| |                     |                 |                         |             |
| |                     |                 |                         |             |
| Klasyfikacja generalna |                     |                 |                         |             |
| Kolarz | Kolarz              | Państwo         | Drużyna                 | Czas        |
| 1. | Tadej Pogačar       | Słowenia        | UAE Team Emirates XRG   | 12h 23' 42" |
| 2. | Joshua Tarling      | Wielka Brytania | Ineos Grenadiers        | + 18"       |
| 3. | Pablo Castrillo     | Hiszpania       | Movistar Team           | + 23"       |
| 4. | Iván Romeo          | Hiszpania       | Movistar Team           | + 24"       |
| 5. | Finn Fisher-Black   | Nowa Zelandia   | Red Bull-Bora-Hansgrohe | + 25"       |
| 6. | Jay Vine            | Australia       | UAE Team Emirates XRG   | + 33"       |
| 7. | Giulio Ciccone      | Włochy          | Lidl-Trek               | + 34"       |
| 8. | Pello Bilbao        | Hiszpania       | Bahrain Victorious      | + 35"       |
| 9. | Harold Tejada       | Kolumbia        | XDS Astana Team         | + 38"       |
| 10. | Lennert Van Eetvelt | Belgia          | Lotto                   | + 38"       |

### Etap 5
| American University in Dubai - Dubaj | płaski | (160 km) |

| \| Klasyfikacja etapu \| Klasyfikacja etapu \| Klasyfikacja etapu \| Klasyfikacja etapu \| Klasyfikacja etapu \| \| Kolarz \| Kolarz \| Państwo \| Drużyna \| Czas \| \| ------------------ \| ------------------ \| ------------------ \| ----------------------- \| ------------------ \| \| 1. \| Tim Merlier \| Belgia \| Soudal Quick-Step \| 3h 16' 55" \| \| 2. \| Matteo Malucelli \| Włochy \| XDS Astana Team \| + 0" \| \| 3. \| Jonathan Milan \| Włochy \| Lidl-Trek \| + 0" \| \| 4. \| Sam Welsford \| Australia \| Red Bull-Bora-Hansgrohe \| + 0" \| \| 5. \| Oded Kogut \| Izrael \| Israel-Premier Tech \| + 0" \| \| 6. \| Maikel Zijlaard \| Holandia \| Tudor Pro Cycling Team \| + 0" \| \| 7. \| Danny van Poppel \| Holandia \| Red Bull-Bora-Hansgrohe \| + 0" \| \| 8. \| Phil Bauhaus \| Niemcy \| Bahrain Victorious \| + 0" \| \| 9. \| Elmar Reinders \| Holandia \| Team Jayco AlUla \| + 0" \| \| 10. \| Luka Mezgec \| Słowenia \| Team Jayco AlUla \| + 0" \| |                  |           |                         |            |
| |                  |           |                         |            |
| |                  |           |                         |            |
| Klasyfikacja etapu |                  |           |                         |            |
| Kolarz | Kolarz           | Państwo   | Drużyna                 | Czas       |
| 1. | Tim Merlier      | Belgia    | Soudal Quick-Step       | 3h 16' 55" |
| 2. | Matteo Malucelli | Włochy    | XDS Astana Team         | + 0"       |
| 3. | Jonathan Milan   | Włochy    | Lidl-Trek               | + 0"       |
| 4. | Sam Welsford     | Australia | Red Bull-Bora-Hansgrohe | + 0"       |
| 5. | Oded Kogut       | Izrael    | Israel-Premier Tech     | + 0"       |
| 6. | Maikel Zijlaard  | Holandia  | Tudor Pro Cycling Team  | + 0"       |
| 7. | Danny van Poppel | Holandia  | Red Bull-Bora-Hansgrohe | + 0"       |
| 8. | Phil Bauhaus     | Niemcy    | Bahrain Victorious      | + 0"       |
| 9. | Elmar Reinders   | Holandia  | Team Jayco AlUla        | + 0"       |
| 10. | Luka Mezgec      | Słowenia  | Team Jayco AlUla        | + 0"       |

| \| Klasyfikacja generalna \| Klasyfikacja generalna \| Klasyfikacja generalna \| Klasyfikacja generalna \| Klasyfikacja generalna \| \| Kolarz \| Kolarz \| Państwo \| Drużyna \| Czas \| \| ---------------------- \| ---------------------- \| ---------------------- \| ----------------------- \| ---------------------- \| \| 1. \| Tadej Pogačar \| Słowenia \| UAE Team Emirates XRG \| 15h 40' 34" \| \| 2. \| Joshua Tarling \| Wielka Brytania \| Ineos Grenadiers \| + 21" \| \| 3. \| Iván Romeo \| Hiszpania \| Movistar Team \| + 27" \| \| 4. \| Finn Fisher-Black \| Nowa Zelandia \| Red Bull-Bora-Hansgrohe \| + 28" \| \| 5. \| Jay Vine \| Australia \| UAE Team Emirates XRG \| + 36" \| \| 6. \| Giulio Ciccone \| Włochy \| Lidl-Trek \| + 37" \| \| 7. \| Pello Bilbao \| Hiszpania \| Bahrain Victorious \| + 38" \| \| 8. \| Lennert Van Eetvelt \| Belgia \| Lotto \| + 38" \| \| 9. \| Harold Tejada \| Kolumbia \| XDS Astana Team \| + 41" \| \| 10. \| Oscar Onley \| Wielka Brytania \| Team Picnic-PostNL \| + 44" \| |                     |                 |                         |             |
| |                     |                 |                         |             |
| |                     |                 |                         |             |
| Klasyfikacja generalna |                     |                 |                         |             |
| Kolarz | Kolarz              | Państwo         | Drużyna                 | Czas        |
| 1. | Tadej Pogačar       | Słowenia        | UAE Team Emirates XRG   | 15h 40' 34" |
| 2. | Joshua Tarling      | Wielka Brytania | Ineos Grenadiers        | + 21"       |
| 3. | Iván Romeo          | Hiszpania       | Movistar Team           | + 27"       |
| 4. | Finn Fisher-Black   | Nowa Zelandia   | Red Bull-Bora-Hansgrohe | + 28"       |
| 5. | Jay Vine            | Australia       | UAE Team Emirates XRG   | + 36"       |
| 6. | Giulio Ciccone      | Włochy          | Lidl-Trek               | + 37"       |
| 7. | Pello Bilbao        | Hiszpania       | Bahrain Victorious      | + 38"       |
| 8. | Lennert Van Eetvelt | Belgia          | Lotto                   | + 38"       |
| 9. | Harold Tejada       | Kolumbia        | XDS Astana Team         | + 41"       |
| 10. | Oscar Onley         | Wielka Brytania | Team Picnic-PostNL      | + 44"       |

### Etap 6
| Abu Zabi - Abu Zabi | płaski | (167 km) |

| \| Klasyfikacja etapu \| Klasyfikacja etapu \| Klasyfikacja etapu \| Klasyfikacja etapu \| Klasyfikacja etapu \| \| Kolarz \| Kolarz \| Państwo \| Drużyna \| Czas \| \| ------------------ \| ---------------------- \| ------------------ \| ------------------------------- \| ------------------ \| \| 1. \| Tim Merlier \| Belgia \| Soudal Quick-Step \| 3h 44' 14" \| \| 2. \| Jasper Philipsen \| Belgia \| Alpecin-Deceuninck \| + 0" \| \| 3. \| Jonathan Milan \| Włochy \| Lidl-Trek \| + 0" \| \| 4. \| Max Walscheid \| Niemcy \| Team Jayco AlUla \| + 0" \| \| 5. \| Fabio Jakobsen \| Holandia \| Team Picnic-PostNL \| + 0" \| \| 6. \| Dušan Rajović \| Serbia \| Team Solution Tech-Vini Fantini \| + 0" \| \| 7. \| Daniel Skerl \| Włochy \| Bahrain Victorious \| + 0" \| \| 8. \| Enrico Zanoncello \| Włochy \| VF Group-Bardiani CSF-Faizanè \| + 0" \| \| 9. \| Sam Welsford \| Australia \| Red Bull-Bora-Hansgrohe \| + 0" \| \| 10. \| Steffen De Schuyteneer \| Belgia \| Lotto \| + 0" \| |                        |           |                                 |            |
| |                        |           |                                 |            |
| |                        |           |                                 |            |
| Klasyfikacja etapu |                        |           |                                 |            |
| Kolarz | Kolarz                 | Państwo   | Drużyna                         | Czas       |
| 1. | Tim Merlier            | Belgia    | Soudal Quick-Step               | 3h 44' 14" |
| 2. | Jasper Philipsen       | Belgia    | Alpecin-Deceuninck              | + 0"       |
| 3. | Jonathan Milan         | Włochy    | Lidl-Trek                       | + 0"       |
| 4. | Max Walscheid          | Niemcy    | Team Jayco AlUla                | + 0"       |
| 5. | Fabio Jakobsen         | Holandia  | Team Picnic-PostNL              | + 0"       |
| 6. | Dušan Rajović          | Serbia    | Team Solution Tech-Vini Fantini | + 0"       |
| 7. | Daniel Skerl           | Włochy    | Bahrain Victorious              | + 0"       |
| 8. | Enrico Zanoncello      | Włochy    | VF Group-Bardiani CSF-Faizanè   | + 0"       |
| 9. | Sam Welsford           | Australia | Red Bull-Bora-Hansgrohe         | + 0"       |
| 10. | Steffen De Schuyteneer | Belgia    | Lotto                           | + 0"       |

| \| Klasyfikacja generalna \| Klasyfikacja generalna \| Klasyfikacja generalna \| Klasyfikacja generalna \| Klasyfikacja generalna \| \| Kolarz \| Kolarz \| Państwo \| Drużyna \| Czas \| \| ---------------------- \| ---------------------- \| ---------------------- \| ----------------------- \| ---------------------- \| \| 1. \| Tadej Pogačar \| Słowenia \| UAE Team Emirates XRG \| 19h 24' 48" \| \| 2. \| Joshua Tarling \| Wielka Brytania \| Ineos Grenadiers \| + 21" \| \| 3. \| Iván Romeo \| Hiszpania \| Movistar Team \| + 27" \| \| 4. \| Finn Fisher-Black \| Nowa Zelandia \| Red Bull-Bora-Hansgrohe \| + 28" \| \| 5. \| Jay Vine \| Australia \| UAE Team Emirates XRG \| + 36" \| \| 6. \| Giulio Ciccone \| Włochy \| Lidl-Trek \| + 37" \| \| 7. \| Pello Bilbao \| Hiszpania \| Bahrain Victorious \| + 38" \| \| 8. \| Lennert Van Eetvelt \| Belgia \| Lotto \| + 38" \| \| 9. \| Harold Tejada \| Kolumbia \| XDS Astana Team \| + 41" \| \| 10. \| Oscar Onley \| Wielka Brytania \| Team Picnic-PostNL \| + 44" \| |                     |                 |                         |             |
| |                     |                 |                         |             |
| |                     |                 |                         |             |
| Klasyfikacja generalna |                     |                 |                         |             |
| Kolarz | Kolarz              | Państwo         | Drużyna                 | Czas        |
| 1. | Tadej Pogačar       | Słowenia        | UAE Team Emirates XRG   | 19h 24' 48" |
| 2. | Joshua Tarling      | Wielka Brytania | Ineos Grenadiers        | + 21"       |
| 3. | Iván Romeo          | Hiszpania       | Movistar Team           | + 27"       |
| 4. | Finn Fisher-Black   | Nowa Zelandia   | Red Bull-Bora-Hansgrohe | + 28"       |
| 5. | Jay Vine            | Australia       | UAE Team Emirates XRG   | + 36"       |
| 6. | Giulio Ciccone      | Włochy          | Lidl-Trek               | + 37"       |
| 7. | Pello Bilbao        | Hiszpania       | Bahrain Victorious      | + 38"       |
| 8. | Lennert Van Eetvelt | Belgia          | Lotto                   | + 38"       |
| 9. | Harold Tejada       | Kolumbia        | XDS Astana Team         | + 41"       |
| 10. | Oscar Onley         | Wielka Brytania | Team Picnic-PostNL      | + 44"       |

### Etap 7
| Al-Ajn - Jabal Hafit | górski | (176 km) |

| \| Klasyfikacja etapu \| Klasyfikacja etapu \| Klasyfikacja etapu \| Klasyfikacja etapu \| Klasyfikacja etapu \| \| Kolarz \| Kolarz \| Państwo \| Drużyna \| Czas \| \| ------------------ \| --------------------- \| ------------------ \| ----------------------- \| ------------------ \| \| 1. \| Tadej Pogačar \| Słowenia \| UAE Team Emirates XRG \| 3h 43' 04" \| \| 2. \| Giulio Ciccone \| Włochy \| Lidl-Trek \| + 33" \| \| 3. \| Pello Bilbao \| Hiszpania \| Bahrain Victorious \| + 35" \| \| 4. \| Iván Romeo \| Hiszpania \| Movistar Team \| + 49" \| \| 5. \| Oscar Onley \| Wielka Brytania \| Team Picnic-PostNL \| + 1' 16" \| \| 6. \| Pablo Castrillo \| Hiszpania \| Movistar Team \| + 1' 25" \| \| 7. \| Finn Fisher-Black \| Nowa Zelandia \| Red Bull-Bora-Hansgrohe \| + 2' 05" \| \| 8. \| William Junior Lecerf \| Belgia \| Soudal Quick-Step \| + 2' 11" \| \| 9. \| Patrick Konrad \| Austria \| Lidl-Trek \| + 2' 31" \| \| 10. \| Ramses Debruyne \| Belgia \| Alpecin-Deceuninck \| + 2' 49" \| |                       |                 |                         |            |
| |                       |                 |                         |            |
| |                       |                 |                         |            |
| Klasyfikacja etapu |                       |                 |                         |            |
| Kolarz | Kolarz                | Państwo         | Drużyna                 | Czas       |
| 1. | Tadej Pogačar         | Słowenia        | UAE Team Emirates XRG   | 3h 43' 04" |
| 2. | Giulio Ciccone        | Włochy          | Lidl-Trek               | + 33"      |
| 3. | Pello Bilbao          | Hiszpania       | Bahrain Victorious      | + 35"      |
| 4. | Iván Romeo            | Hiszpania       | Movistar Team           | + 49"      |
| 5. | Oscar Onley           | Wielka Brytania | Team Picnic-PostNL      | + 1' 16"   |
| 6. | Pablo Castrillo       | Hiszpania       | Movistar Team           | + 1' 25"   |
| 7. | Finn Fisher-Black     | Nowa Zelandia   | Red Bull-Bora-Hansgrohe | + 2' 05"   |
| 8. | William Junior Lecerf | Belgia          | Soudal Quick-Step       | + 2' 11"   |
| 9. | Patrick Konrad        | Austria         | Lidl-Trek               | + 2' 31"   |
| 10. | Ramses Debruyne       | Belgia          | Alpecin-Deceuninck      | + 2' 49"   |

## Klasyfikacje

### Klasyfikacja generalna
| \| Klasyfikacja generalna \| Klasyfikacja generalna \| Klasyfikacja generalna \| Klasyfikacja generalna \| Klasyfikacja generalna \| \| Kolarz \| Kolarz \| Państwo \| Drużyna \| Czas \| \| ---------------------- \| ---------------------- \| ---------------------- \| ----------------------- \| ---------------------- \| \| 1. \| Tadej Pogačar \| Słowenia \| UAE Team Emirates XRG \| 23h 08' 00" \| \| 2. \| Giulio Ciccone \| Włochy \| Lidl-Trek \| + 1' 14" \| \| 3. \| Pello Bilbao \| Hiszpania \| Bahrain Victorious \| + 1' 19" \| \| 4. \| Iván Romeo \| Hiszpania \| Movistar Team \| + 1' 26" \| \| 5. \| Oscar Onley \| Wielka Brytania \| Team Picnic-PostNL \| + 2' 10" \| \| 6. \| Finn Fisher-Black \| Nowa Zelandia \| Red Bull-Bora-Hansgrohe \| + 2' 43" \| \| 7. \| Pablo Castrillo \| Hiszpania \| Movistar Team \| + 2' 59" \| \| 8. \| William Junior Lecerf \| Belgia \| Soudal Quick-Step \| + 3' 49" \| \| 9. \| Harold Tejada \| Kolumbia \| XDS Astana Team \| + 3' 52" \| \| 10. \| Patrick Konrad \| Austria \| Lidl-Trek \| + 4' 00" \| |                       |                 |                         |             |
| |                       |                 |                         |             |
| Źródło: ProCyclingStats |                       |                 |                         |             |
| Klasyfikacja generalna |                       |                 |                         |             |
| Kolarz | Kolarz                | Państwo         | Drużyna                 | Czas        |
| 1. | Tadej Pogačar         | Słowenia        | UAE Team Emirates XRG   | 23h 08' 00" |
| 2. | Giulio Ciccone        | Włochy          | Lidl-Trek               | + 1' 14"    |
| 3. | Pello Bilbao          | Hiszpania       | Bahrain Victorious      | + 1' 19"    |
| 4. | Iván Romeo            | Hiszpania       | Movistar Team           | + 1' 26"    |
| 5. | Oscar Onley           | Wielka Brytania | Team Picnic-PostNL      | + 2' 10"    |
| 6. | Finn Fisher-Black     | Nowa Zelandia   | Red Bull-Bora-Hansgrohe | + 2' 43"    |
| 7. | Pablo Castrillo       | Hiszpania       | Movistar Team           | + 2' 59"    |
| 8. | William Junior Lecerf | Belgia          | Soudal Quick-Step       | + 3' 49"    |
| 9. | Harold Tejada         | Kolumbia        | XDS Astana Team         | + 3' 52"    |
| 10. | Patrick Konrad        | Austria         | Lidl-Trek               | + 4' 00"    |

| Klasyfikacja punktowa | Klasyfikacja punktowa | Klasyfikacja punktowa | Klasyfikacja punktowa           | Klasyfikacja punktowa |
| Kolarz                | Kolarz                | Państwo               | Drużyna                         | Punkty                |
| --------------------- | --------------------- | --------------------- | ------------------------------- | --------------------- |
| 1.                    | Jonathan Milan        | Włochy                | Lidl-Trek                       | 81 pkt                |
| 2.                    | Tadej Pogačar         | Słowenia              | UAE Team Emirates XRG           | 62 pkt                |
| 3.                    | Tim Merlier           | Belgia                | Soudal Quick-Step               | 59 pkt                |
| 4.                    | Đorđe Đurić           | Serbia                | Team Solution Tech-Vini Fantini | 46 pkt                |
| 5.                    | Carlos Samudio        | Panama                | Team Solution Tech-Vini Fantini | 38 pkt                |
| 6.                    | Manuele Tarozzi       | Włochy                | VF Group-Bardiani CSF-Faizanè   | 33 pkt                |
| 7.                    | Oscar Onley           | Wielka Brytania       | Team Picnic-PostNL              | 30 pkt                |
| 8.                    | Finn Fisher-Black     | Nowa Zelandia         | Red Bull-Bora-Hansgrohe         | 29 pkt                |
| 9.                    | Lennert Van Eetvelt   | Belgia                | Lotto                           | 26 pkt                |
| 10.                   | Giulio Ciccone        | Włochy                | Lidl-Trek                       | 23 pkt                |

| Klasyfikacja punktowa | Klasyfikacja punktowa | Klasyfikacja punktowa | Klasyfikacja punktowa           | Klasyfikacja punktowa |
| Kolarz                | Kolarz                | Państwo               | Drużyna                         | Punkty                |
| --------------------- | --------------------- | --------------------- | ------------------------------- | --------------------- |
| 1.                    | Jonathan Milan        | Włochy                | Lidl-Trek                       | 81 pkt                |
| 2.                    | Tadej Pogačar         | Słowenia              | UAE Team Emirates XRG           | 62 pkt                |
| 3.                    | Tim Merlier           | Belgia                | Soudal Quick-Step               | 59 pkt                |
| 4.                    | Đorđe Đurić           | Serbia                | Team Solution Tech-Vini Fantini | 46 pkt                |
| 5.                    | Carlos Samudio        | Panama                | Team Solution Tech-Vini Fantini | 38 pkt                |
| 6.                    | Manuele Tarozzi       | Włochy                | VF Group-Bardiani CSF-Faizanè   | 33 pkt                |
| 7.                    | Oscar Onley           | Wielka Brytania       | Team Picnic-PostNL              | 30 pkt                |
| 8.                    | Finn Fisher-Black     | Nowa Zelandia         | Red Bull-Bora-Hansgrohe         | 29 pkt                |
| 9.                    | Lennert Van Eetvelt   | Belgia                | Lotto                           | 26 pkt                |
| 10.                   | Giulio Ciccone        | Włochy                | Lidl-Trek                       | 23 pkt                |

| Klasyfikacja młodzieżowa | Klasyfikacja młodzieżowa | Klasyfikacja młodzieżowa | Klasyfikacja młodzieżowa      | Klasyfikacja młodzieżowa |
| Kolarz                   | Kolarz                   | Państwo                  | Drużyna                       | Czas                     |
| ------------------------ | ------------------------ | ------------------------ | ----------------------------- | ------------------------ |
| 1.                       | Iván Romeo               | Hiszpania                | Movistar Team                 | 23h 10' 08"              |
| 2.                       | Oscar Onley              | Wielka Brytania          | Team Picnic-PostNL            | + 44"                    |
| 3.                       | Finn Fisher-Black        | Nowa Zelandia            | Red Bull-Bora-Hansgrohe       | + 1' 17"                 |
| 4.                       | Pablo Castrillo          | Hiszpania                | Movistar Team                 | + 1' 33"                 |
| 5.                       | William Junior Lecerf    | Belgia                   | Soudal Quick-Step             | + 2' 23"                 |
| 6.                       | Lennert Van Eetvelt      | Belgia                   | Lotto                         | + 3' 17"                 |
| 7.                       | Georg Steinhauser        | Niemcy                   | EF Education-EasyPost         | + 3' 35"                 |
| 8.                       | Matthew Riccitello       | Stany Zjednoczone        | Israel-Premier Tech           | + 4' 55"                 |
| 9.                       | Alessandro Pinarello     | Włochy                   | VF Group-Bardiani CSF-Faizanè | + 5' 55"                 |
| 10.                      | Joshua Tarling           | Wielka Brytania          | Ineos Grenadiers              | + 6' 54"                 |

| Klasyfikacja młodzieżowa | Klasyfikacja młodzieżowa | Klasyfikacja młodzieżowa | Klasyfikacja młodzieżowa      | Klasyfikacja młodzieżowa |
| Kolarz                   | Kolarz                   | Państwo                  | Drużyna                       | Czas                     |
| ------------------------ | ------------------------ | ------------------------ | ----------------------------- | ------------------------ |
| 1.                       | Iván Romeo               | Hiszpania                | Movistar Team                 | 23h 10' 08"              |
| 2.                       | Oscar Onley              | Wielka Brytania          | Team Picnic-PostNL            | + 44"                    |
| 3.                       | Finn Fisher-Black        | Nowa Zelandia            | Red Bull-Bora-Hansgrohe       | + 1' 17"                 |
| 4.                       | Pablo Castrillo          | Hiszpania                | Movistar Team                 | + 1' 33"                 |
| 5.                       | William Junior Lecerf    | Belgia                   | Soudal Quick-Step             | + 2' 23"                 |
| 6.                       | Lennert Van Eetvelt      | Belgia                   | Lotto                         | + 3' 17"                 |
| 7.                       | Georg Steinhauser        | Niemcy                   | EF Education-EasyPost         | + 3' 35"                 |
| 8.                       | Matthew Riccitello       | Stany Zjednoczone        | Israel-Premier Tech           | + 4' 55"                 |
| 9.                       | Alessandro Pinarello     | Włochy                   | VF Group-Bardiani CSF-Faizanè | + 5' 55"                 |
| 10.                      | Joshua Tarling           | Wielka Brytania          | Ineos Grenadiers              | + 6' 54"                 |

| Klasyfikacja drużynowa | Klasyfikacja drużynowa          | Klasyfikacja drużynowa | Klasyfikacja drużynowa |
| Drużyna                | Drużyna                         | Państwo                | Czas                   |
| ---------------------- | ------------------------------- | ---------------------- | ---------------------- |
| 1.                     | Movistar Team                   | Hiszpania              | 69h 35' 16"            |
| 2.                     | Lidl-Trek                       | Stany Zjednoczone      | + 6' 03"               |
| 3.                     | Bahrain-Victorious              | Bahrajn                | + 7' 53"               |
| 4.                     | Red Bull-BORA-hansgrohe         | Niemcy                 | + 9' 43"               |
| 5.                     | Decathlon AG2R La Mondiale Team | Francja                | + 10' 38"              |

| Klasyfikacja drużynowa | Klasyfikacja drużynowa          | Klasyfikacja drużynowa | Klasyfikacja drużynowa |
| Drużyna                | Drużyna                         | Państwo                | Czas                   |
| ---------------------- | ------------------------------- | ---------------------- | ---------------------- |
| 1.                     | Movistar Team                   | Hiszpania              | 69h 35' 16"            |
| 2.                     | Lidl-Trek                       | Stany Zjednoczone      | + 6' 03"               |
| 3.                     | Bahrain-Victorious              | Bahrajn                | + 7' 53"               |
| 4.                     | Red Bull-BORA-hansgrohe         | Niemcy                 | + 9' 43"               |
| 5.                     | Decathlon AG2R La Mondiale Team | Francja                | + 10' 38"              |

### Liderzy klasyfikacji
| Etap   |                            | Pierwsze miejsce _ | Klasyfikacja generalna | Punktowa       | Młodzieżowa    | Lotnych finiszy | Drużynowa _             |
| ------ | -------------------------- | ------------------ | ---------------------- | -------------- | -------------- | --------------- | ----------------------- |
| 1      | płaski                     | Jonathan Milan     | Jonathan Milan         | Jonathan Milan | Jonathan Milan | Manuele Tarozzi | Red Bull-BORA-hansgrohe |
| 2      | jazda indywidualna na czas | Joshua Tarling     | Joshua Tarling         | Joshua Tarling | Joshua Tarling | Manuele Tarozzi | Ineos Grenadiers        |
| 3      | górski                     | Tadej Pogačar      | Tadej Pogačar          | Tadej Pogačar  | Joshua Tarling | Carlos Samudio  | Ineos Grenadiers        |
| 4      | płaski                     | Jonathan Milan     | Tadej Pogačar          | Jonathan Milan | Joshua Tarling | Đorđe Đurić     | Ineos Grenadiers        |
| 5      | płaski                     | Tim Merlier        | Tadej Pogačar          | Jonathan Milan | Joshua Tarling | Đorđe Đurić     | Movistar Team           |
| 6      | płaski                     | Tim Merlier        | Tadej Pogačar          | Jonathan Milan | Joshua Tarling | Đorđe Đurić     | Movistar Team           |
| 7      | górski                     | Tadej Pogačar      | Tadej Pogačar          | Jonathan Milan | Iván Romeo     | Đorđe Đurić     | Movistar Team           |
| Koniec | Koniec                     |                    | Tadej Pogačar          | Jonathan Milan | Iván Romeo     | Đorđe Đurić     | Movistar Team           |